# Straßenradsport-Weltmeisterschaften 1962

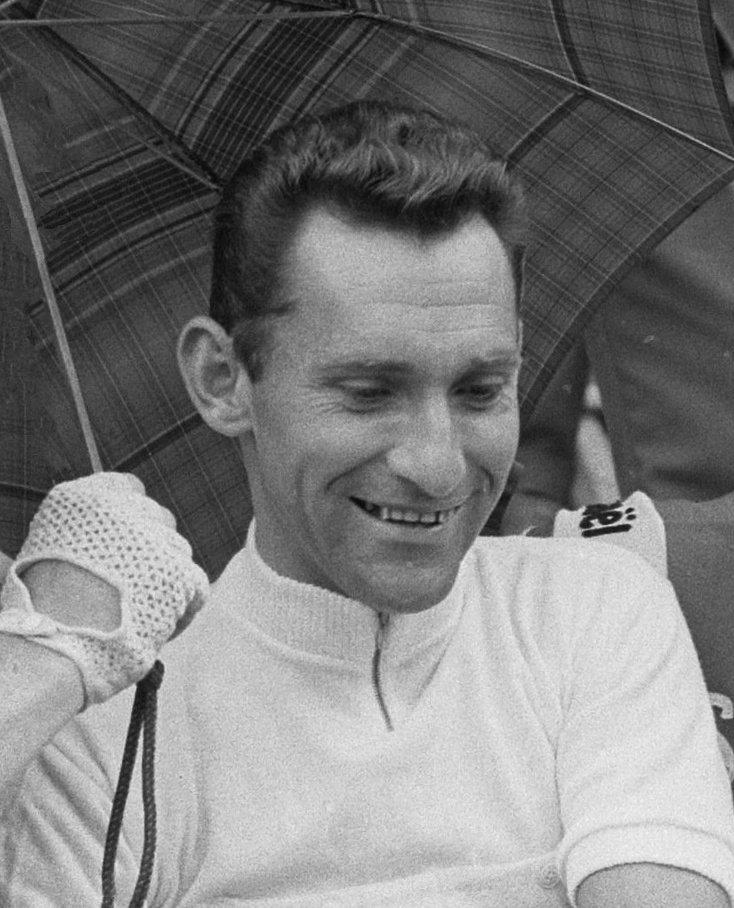
Jean Stablinski wurde Weltmeister der Profis

Die Straßenradsport-Weltmeisterschaften 1962 fanden vom 29. August bis 2. September im italienischen Salò und in Brescia statt.

## Renngeschehen
Die Rennstrecke ging über einen Rundkurs von 12,880 Kilometern. Die Profis fuhren diese Runde 23-mal, die Amateure 14-mal und die Frauen fünfmal. Bei brütender Hitze standen bei dem Profi-Rennen rund 120.000 Zuschauer an der Strecke.
Bei den Profis wurde der Franzose Jean Stablinski mit einem Durchschnittstempo von 33,4 km/h und einem Vorsprung von über einer Minute Weltmeister und ließ damit viele Favoriten wie Titelverteidiger Rik Van Looy und Jacques Anquetil hinter sich. Bester Deutscher wurde Rolf Wolfshohl auf dem vierten Platz mit rund zwei Minuten Rückstand auf den Weltmeister Stablinski. Die Deutschen Sigi Renz und Horst Oldenburg belegten die Plätze sieben und neun, Hennes Junkermann den 17. Der mitfavorisierte Rudi Altig wurde nach einem Sturz disqualifiziert, weil ihm ein Zuschauer einen Schwamm zur Kühlung einer Wunde gereicht hatte. Von insgesamt 69 Startern kamen 36 ins Ziel.
Auch der Sieger bei den Amateuren, der Italiener Renato Bongioni, galt eher als Überraschung, die bei seinen rund 20.000 Landsleuten vor Ort Begeisterungsstürme auslöste. Bongioni befuhr den Rennkurs mit 40,1 km/h und gewann am Ziel im Spurt aus einer vierköpfigen Spitzengruppe mit einem Vorsprung von neun Sekunden. Zur Spitzengruppe gehörte auch der Deutsche Meister von 1962 Winfried Bölke, der als Vierter über den Zielstrich fuhr. Fahrer aus der DDR konnten nicht an der Weltmeisterschaft teilnehmen, da das Allied Travel Office der westlichen Besatzungsmächte zu dieser Zeit DDR-Sportlern Visa in das westliche Ausland verweigerte.
Das Frauenrennen wurde von belgischen Fahrerinnen dominiert: Hinter der neuen 18-jährigen Weltmeisterin Marie-Rose Gaillard kamen zwei weitere Belgierinnen auf das Siegerpodest.
Das erstmals ausgetragene Mannschaftszeitfahren führte über Rundkurs von 54 Kilometern bei Brescia, der zweimal durchfahren wurde. Erster Weltmeister in dieser Disziplin wurde die Mannschaft von Italien, die zwei Minuten schneller als die zweitplatzierten Dänen war.

## Ergebnisse
| Platz | Athlet              | Land | Zeit            |
| ----- | ------------------- | ---- | --------------- |
| 1     | Jean Stablinski     | FRA  | 7:43:11 h       |
| 2     | Seamus Elliott      | IRL  | + 1:22 min      |
| 3     | Jos Hoevenaers      | BEL  | + 1:44 min      |
| 4     | Rolf Wolfshohl      | GER  | + 1:54 min      |
| 5     | Arnaldo Pambianco   | ITA  | + 2:04 min      |
| 6     | Hubertus Zilverberg | NED  | + 2:10 min      |
| 7     | Sigi Renz           | GER  | + 2:13 min      |
| 8     | Henry Anglade       | FRA  | + 2:24 min      |
| 9     | Horst Oldenburg     | GER  | + 2:59 min      |
| 10    | Franco Cribiori     | ITA  | + 3:08 min      |
| 11    | Piet Rentmeester    | NED  | + 3:13 min      |
| 12    | Antonio Suárez      | ESP  | + 3:38 min      |
| 13    | Luis Otaño          | ESP  | + 3:40 min      |
| 14    | Bas Maliepaard      | NED  | + 3:45 min      |
| 15    | Jacques Anquetil    | FRA  | alle + 3:53 min |
| 16    | André Darrigade     | FRA  | alle + 3:53 min |
| 17    | Hennes Junkermann   | GER  | alle + 3:53 min |
| 18    | Kurt Gimmi          | SUI  | alle + 3:53 min |
| 19    | Piet Damen          | NED  | alle + 3:53 min |
| 20    | Horst Tüller        | GER  | alle + 3:53 min |
| 21    | Eusebio Vélez       | ESP  | alle + 3:53 min |
| 22    | Robert Cazala       | FRA  | alle + 3:53 min |
| 23    | René Binggeli       | SUI  | alle + 3:53 min |
| 24    | Angelo Soler        | ESP  | alle + 3:53 min |
| 25    | Raymond Poulidor    | FRA  | alle + 3:53 min |
| 0 …   |                     |      |                 |
| 36    | Roger Thull         | LUX  | + 10:25 min     |

| Platz | Athlet           | Land | Zeit            |
| ----- | ---------------- | ---- | --------------- |
| 1     | Renato Bongioni  | ITA  | 4:30:50 h       |
| 2     | Ole Ritter       | DEN  | + 0:09 min      |
| 3     | Arie den Hartog  | NED  | + 0:12 min      |
| 4     | Winfried Bölke   | GER  | + 0:27 min      |
| 5     | Andre Bazire     | FRA  | alle + 0:44 min |
| 6     | Battista Monti   | ITA  | alle + 0:44 min |
| 7     | Gianpiero Macchi | ITA  | alle + 0:44 min |
| 8     | Jan Kudra        | POL  | alle + 0:44 min |
| 9     | Antal Megyerdi   | HUN  | alle + 0:44 min |
| 10    | Alexei Petrow    | URS  | alle + 0:44 min |
| 11    | Wiktor Kapitonow | URS  | alle + 0:44 min |
| 12    | Gerben Karstens  | NED  | alle + 0:44 min |
| 0 …   |                  |      |                 |

| Platz | Athlet                 | Land |
| ----- | ---------------------- | ---- |
| 1     | Marie-Rose Gaillard    | BEL  |
| 2     | Yvonne Reynders        | BEL  |
| 3     | Marie-Thérèse Naessens | BEL  |
| 4     | Aino Puronen           | URS  |
| 5     | Jo Bowers              | GBR  |
| 6     | Liliane Cleiren        | BEL  |
| 7     | Lyli Herse             | FRA  |
| 8     | Beryl Burton           | GBR  |
| 9     | Simone Ellegeest       | BEL  |
| 10    | Maria Lukschina        | URS  |
| 0 …   |                        |      |

| Platz | Land     | Athleten                                                     | Zeit (h)  | km/h   |
| ----- | -------- | ------------------------------------------------------------ | --------- | ------ |
| 1     | Italien  | Mario Maino / Antonio Tagliani Dino Zandegù / Danilo Grassi  | 2:28:48,5 | 45,400 |
| 2     | Dänemark | Ole Ritter / Vagn Bangsborg Mogens Tvilling / Ole Krøier     | 2:30:46,0 | 44,761 |
| 3     | Uruguay  | Rubén Etchebarne / Juan José Timón Vid Cencic / René Pezzati | 2:31:12,7 | 44,678 |